# Каст
Каст (фр. Cast) је насељено место у Француској у региону Бретања, у департману Финистер.
По подацима из 2011. године у општини је живело 1593 становника, а густина насељености је износила 42,3 становника/km².

## Демографија
| 1962. | 1968. | 1975. | 1982. | 1990. | 2011. |
| ----- | ----- | ----- | ----- | ----- | ----- |
| 1.748 | 1.615 | 1.573 | 1.578 | 1.545 | 1.593 |